# تروو ترگویگنک
تروو ترگویگنک (به فرانسوی: Trévou-Tréguignec) یک کمون در فرانسه است که در Canton of Perros-Guirec واقع شده‌است.

## خصوصیات
تروو ترگویگنک ۶٫۵۲ کیلومترمربع مساحت و ۱٬۴۲۳ نفر جمعیت دارد.